# Olivier Kemen
Olivier Kemen (Duala, 20 de julio de 1996) es un futbolista camerunés, nacionalizado francés, que juega en la demarcación de centrocampista para el Estambul Başakşehir F. K. de la Superliga de Turquía.

## Selección nacional
El 24 de marzo de 2023 hizo su debut con la selección de fútbol de Camerún en un encuentro contra Namibia que finalizó con un resultado de empate a uno tras el gol del  propio Olivier Kemen para Camerún, y de Peter Shalulile para Namibia.

## Clubes
| Club                      | País    | Año       | Partidos | Goles |
| ------------------------- | ------- | --------- | -------- | ----- |
| Olympique Lyonnais II     | Francia | 2015-2016 | 27       | 6     |
| Olympique Lyonnais        | Francia | 2016-2017 | 4        | 0     |
| Gazélec Ajaccio (cedido)  | Francia | 2017-2018 | 45       | 8     |
| Olympique Lyonnais II     | Francia | 2018      | 5        | 0     |
| Chamois Niortais FC       | Francia | 2019-2021 | 68       | 7     |
| Kayserispor               | Turquía | 2021-2024 | 72       | 6     |
| Estambul Başakşehir F. K. | Turquía | 2024-     | 60       | 6     |